# Paul Maas
Paul Maas (ur. 18 listopada 1880 we Frankfurcie nad Menem, zm. 15 lipca 1964 w Oksfordzie) – niemiecki filolog klasyczny, bizantynolog.
Urodził się w rodzinie żydowskiej. Był absolwentem filologii klasycznej uniwersytetu w Berlinie. Jego mistrzami byli: Ulrich von Wilamowitz-Moellendorff i Karl Krumbacher. Doktorat w 1903, habilitacja w 1910. Od tego czasu wykładowca w Berlinie. W 1934 ze względu na żydowskie pochodzenie został usunięty z katedry. Przeniósł się do Oksfordu, gdzie od 1939 kontynuował karierę. Uniwersytet Oksfordzki nadał mu tytuł doktora honoris causa w 1959 roku. Jego najważniejsze osiągnięcia naukowe to badania nad metryką grecką  i krytyką tekstu.

## Wybrane publikacje
- Griechische Metrik. B. G. Teubner, Leipzig 1923 (Alfred Gercke, Eduard Norden (Hrsg.): Einleitung in die Altertumswissenschaft, Band 1, Heft 7).
- Textkritik. 4. Auflage. B. G. Teubner, Leipzig 1960.
- Sancti Romani Melodi Cantica. Band 1: Cantica Genuina. Clarendon Press, Oxford 1963. Band 2: Cantica Dubia. De Gruyter, Berlin 1970. Herausgegeben von Paul Maas und Constantine A. Trypanis.
- Kleine Schriften. Herausgegeben von Wolfgang Buchwald. C. H. Beck, München 1973, ISBN 3-406-02083-6.